# Thurne (Norfolk)
 (juillet 2023).
Thurne est une paroisse civile et un village du Norfolk, en Angleterre.